# Приворотень напівнаближений
Приворотень напівнаближений (Alchemilla subconnivens) — вид квіткових рослин родини трояндових (Rosaceae).

## Біоморфологічна характеристика
Рослина 8–35 см заввишки. Стебла до 2/5–3/5 довжини притиснуто-волосисті. Ніжки всіх листків густо притиснуто запушені. Листові пластинки округло-ниркоподібні чи округлі, з краєвими лопатями, що широко чи вузько розходяться, зверху голі чи у частини листя (рідко у всіх) на складках і вузькою смугою вздовж краю притиснуто запушені, знизу по всій довжині жилок (чи тільки у верхній частині) і по крайових лопатях волосисті, розчленовані до 1/4–1/3 ширини, 9(11)-лопатеві; лопаті з 6–8 дрібними, вузькими, гострими, вперед нахиленими, майже однаковими зубцями; надрізи між лопатями виразні. Квітки зелені, 3.5–4 мм у діаметрі; гіпантій голий; чашолистки широко яйцювато-трикутні, гострі, по довжині рівні гіпантію.

## Поширення
Європа: Польща, Україна.
В Україні росте у Карпатах (Чивчино-Гринявські гори) — на високогірних луках, рідко.